# Sandy Maendly
Sandy Jannick Maendly (Ginebra; 4 de abril de 1988) es una futbolista suiza. Juega como centrocampista en el Servette FC de la Superliga Femenina de Suiza. Es internacional con la selección de Suiza.

## Trayectoria
Apasionada por el fútbol desde temprana edad, Maendly comenzó a jugar en equipos juveniles mixtos desde los 10 años, antes de unirse en 2000 a su primer equipo femenino, el Signal FC Bernex-Confignon. En 2004, dio un paso importante en su carrera profesional al fichar por el Chênois Genève que se encontraba en la segunda división del Campeonato Suizo. Después de dos temporadas, fichó por el FFC Berna. Hizo su debut en la Superliga Suiza y ganó la Copa de Suiza en 2008. Jugó en el Berna (adquirido por el BSC Young Boys durante la edición 2009-10) durante cinco temporadas consecutivas, anotando un total de 34 goles, incluidos 8 durante la última temporada en la que ayudó a obtener el título del campeonato. También jugó en tres finales de la Copa Suiza, perdiendo las dos últimas ante el Yverdon.
En 2011 decidió firmar con el Sassari Torres italiano y les ayudó a ganar su quinto scudetto y su octava Copa de Italia.
Se quedó en el Torres tres temporadas, acumulando 80 partidos (18 goles), dos scudetti y tres Supercopas. Gracias a los títulos ganados por el club italiano, también tuvo la oportunidad de descubrir la Champions League en 2011.
Al final de la temporada 2013-14, decidió dejar Torres para unirse al ASD Verona. Su primera temporada con el club se vio empañada por una rotura de ligamentos cruzados después de solo cuatro partidos, volviendo a pisar las canchas recién en la última fecha del campeonato. Sin embargo, con sólo 5 partidos jugados, gana su tercer campeonato.
Dejó el Verona para regresar a su país en 2015, firmando un contrato con el FC Neunkirch, club que la vio ganar la liga y la copa suiza en la temporada 2016-17. El Neunkirch fue a la quiebra tiempo después y dejó a Maendly liberada de su contrato.
En julio de 2017 llegó a un acuerdo con el Madrid CFF, equipo recién ascendido a la Primera División española. Permaneció en el club madrileño hasta principios de 2018, cuando decidió regresar al club que la vio debutar, llamado ahora Servette Chênois. Sumada a la causa por el ascenso a la primera división, Maendly contribuye a que el club lo consiga ese mismo año y tres años después le da al Servette su primer título de primera división.

## Selección nacional
Maendly recibió su primera convocatoria para las selecciones juveniles en la sub-17 suiza, con la que disputó 5 partidos.
Jugó su primer partido internacional con la sub-19 el 21 de septiembre de 2004 contra Grecia y participó en el Campeonato de Europa. En esta categoría registró 31 partidos y 3 goles, incluyendo 19 en competiciones oficiales de la UEFA.
Debutó con la selección absoluta el 22 de abril de 2006 en el partido de clasificación para la Copa del Mundo de 2007, una derrota 2-0 contra Irlanda.
Suiza jugó su primera competencia internacional en la Copa del Mundo de 2015 en Canadá, pero Maendly se lesionó mientras disputaba la Serie A y tuvo que abandonar.

## Estadísticas

### Clubes
| Club           | País   | Año           |
| -------------- | ------ | ------------- |
| CS Chênois     | Suiza  | 2004-2006     |
| Young Boys     | Suiza  | 2006-2011     |
| Sassari Torres | Italia | 2011-2014     |
| Verona         | Italia | 2014-2015     |
| FC Neunkirch   | Suiza  | 2016-2017     |
| Madrid C.F.F.  | España | 2017-2018     |
| Servette FC    | Suiza  | 2018-presente |

## Palmarés

### Títulos nacionales
| Título                      | Club           | País   | Año     |
| --------------------------- | -------------- | ------ | ------- |
| Superliga Femenina de Suiza | Young Boys     | Suiza  | 2010-11 |
| Copa Italia                 | Sassari Torres | Italia | 2010-11 |
| Supercopa de Italia         | Sassari Torres | Italia | 2011    |
| Serie A                     | Sassari Torres | Italia | 2011-12 |
| Supercopa de Italia         | Sassari Torres | Italia | 2012    |
| Serie A                     | Sassari Torres | Italia | 2012-13 |
| Supercopa de Italia         | Sassari Torres | Italia | 2013    |
| Serie A                     | Verona         | Italia | 2014-15 |
| Superliga Femenina de Suiza | FC Neunkirch   | Suiza  | 2016-17 |
| Copa de Suiza               | FC Neunkirch   | Suiza  | 2016-17 |
| Superliga Femenina de Suiza | Servette       | Suiza  | 2020-21 |